# 128 (число)
Вижте пояснителната страница за други значения на 128.
128 (сто двадесет и осем) е естествено, цяло число, следващо 127 и предхождащо 129.
Сто двадесет и осем с арабски цифри се записва „128“, а с римски цифри – „CXXVIII“. Числото 128 е съставено от три цифри от позиционните бройни системи – 1 (едно), 2 (две), 8 (осем).

## Общи сведения
- 128 е четно число.
- 128-ият ден от годината е 8 май.
- 128 е година от Новата ера.

## Любопитни факти
- Кодът „ASCII“ представя 128 символа.